# Joell Ortiz
Joell Ortiz (* 6. Juli 1980 in Brooklyn, New York) ist ein US-amerikanischer Rapper und Mitglied der Rap-Formation Slaughterhouse, der bei Dr. Dres Label Aftermath Entertainment unter Vertrag stand. Nachdem Dr. Dre im Jahre 2006 mehrere Demotapes des Rappers gehört hatte, wurde dieser wenig später unter Vertrag genommen. Im Januar 2008 verließ Ortiz das Label.

## Produktionsgeschichte
Am 24. April 2007 veröffentlichte Ortiz sein erstes Soloalbum The Brick (Bodega Chronicles). Allerdings wurde die LP nicht über das Label Aftermath Entertainment veröffentlicht, sondern über Koch Records. Grund dafür war, dass das Album bereits fertiggestellt worden war, als Ortiz noch nicht vertraglich an Aftermath gebunden war. Somit entstand das Album ohne Einfluss eines Aftermath-Produzenten. Aus diesem Grund gab Dr. Dre Ortiz die Erlaubnis, das Album über ein anderes Label zu veröffentlichen.
Produziert wurde The Brick unter anderem von DJ Premier und The Alchemist. Als Feature-Gäste sind bekannte Rapper wie M.O.P., Styles P., Ras Kass und Immortal Technique mit Gastbeiträgen vertreten.
Seit Ende 2008 ist Ortiz Teil des Künstlerverbundes Slaughterhouse.
Seit 2011 ist er unter Vertrag bei Eminems Label Shady Records.

## Diskografie

### Alben
- 2007: The Brick (Bodega Chronicles)
- 2010: Free Agent
- 2014: House Slippers
- 2022: Rise & Fall of Slaughterhouse (mit Kxng Crooked)

### Mixtapes
- 2007: Who the F*@k is Joell Ortiz?
- 2009: Covers the Classics (Hosted by DJ Green Lantern)
- 2009: Road Kill (Recorded by Frequency)
- 2010: Defying the Predictable (with Novel)
- 2010: Me, Myself, & I
- 2010: Pre-Agent
- 2010: Project Boy
- 2010: Me, Myself & I (Part 2)
- 2011: Me, Myself & I (Part 3)
- 2012: Brooklyn